# Peter Hook
Peter Woodhead, noto come Peter Hook (Salford, 13 febbraio 1956), è un bassista e cantante britannico.
Meglio conosciuto come bassista della band Joy Division, gruppo in cui ha militato dal 1977 fino al 1980 e successivamente dei New Order tra il 1980 e il 2007. Nel 2010 ha fondato i Peter Hook and The Light, band con cui suona i migliori successi dei Joy Division e dei New Order.

## Biografia
Nato a Salford, nel Lancashire nel 1956, frequentò la Salford Grammar School per poi lavorare, per qualche anno, nel municipio di Manchester.
Nel 1977 fonda i Joy Division insieme a Bernard Sumner, di cui fu il bassista fino allo scioglimento del gruppo, avvenuto nel 1980 in seguito al suicidio del cantante Ian Curtis.
Nel 1981, insieme ai componenti superstiti del gruppo, fonda i New Order, e vi resta fino al 2007 quando le divergenze interne lo hanno portato ad annunciare la fine della band.
Nel frattempo era stato il fondatore di altri due gruppi progetto parallelo, i Revenge (1989-1991) e i Monaco (1997-2001); con quest'ultimo ottenne un discreto successo commerciale nel 1997 grazie al singolo What Do You Want From Me?.
Nel 2010 fonda una propria band, Peter Hook and The Light, di cui è cantante e bassista, suonando canzoni dei Joy Division e dei New Order. Il gruppo esordisce il 18 maggio dello stesso anno in un concerto a Manchester dedicato a Ian Curtis in occasione dei trent'anni della sua scomparsa.
Il 29 gennaio 2013 pubblica il libro Unknown Pleasures - Inside Joy Division edito in Italia nel 2014 come Joy Division - Tutta la storia dove racconta la sua infanzia, la nascita e l'evoluzione dei Joy Division fino alla morte di Ian Curtis.
È noto per il suo caratteristico stile musicale, che ha ispirato innumerevoli bassisti Alternative rock, Post-punk e New wave.

## Vita privata
Ha avuto due figli dalla compagna Iris Bates. Nel 1994, sposò la comica Caroline Aherne, ma il matrimonio finì nel 1996. Successivamente ha sposato Rebecca Jones, da cui ha avuto una figlia.

## Discografia

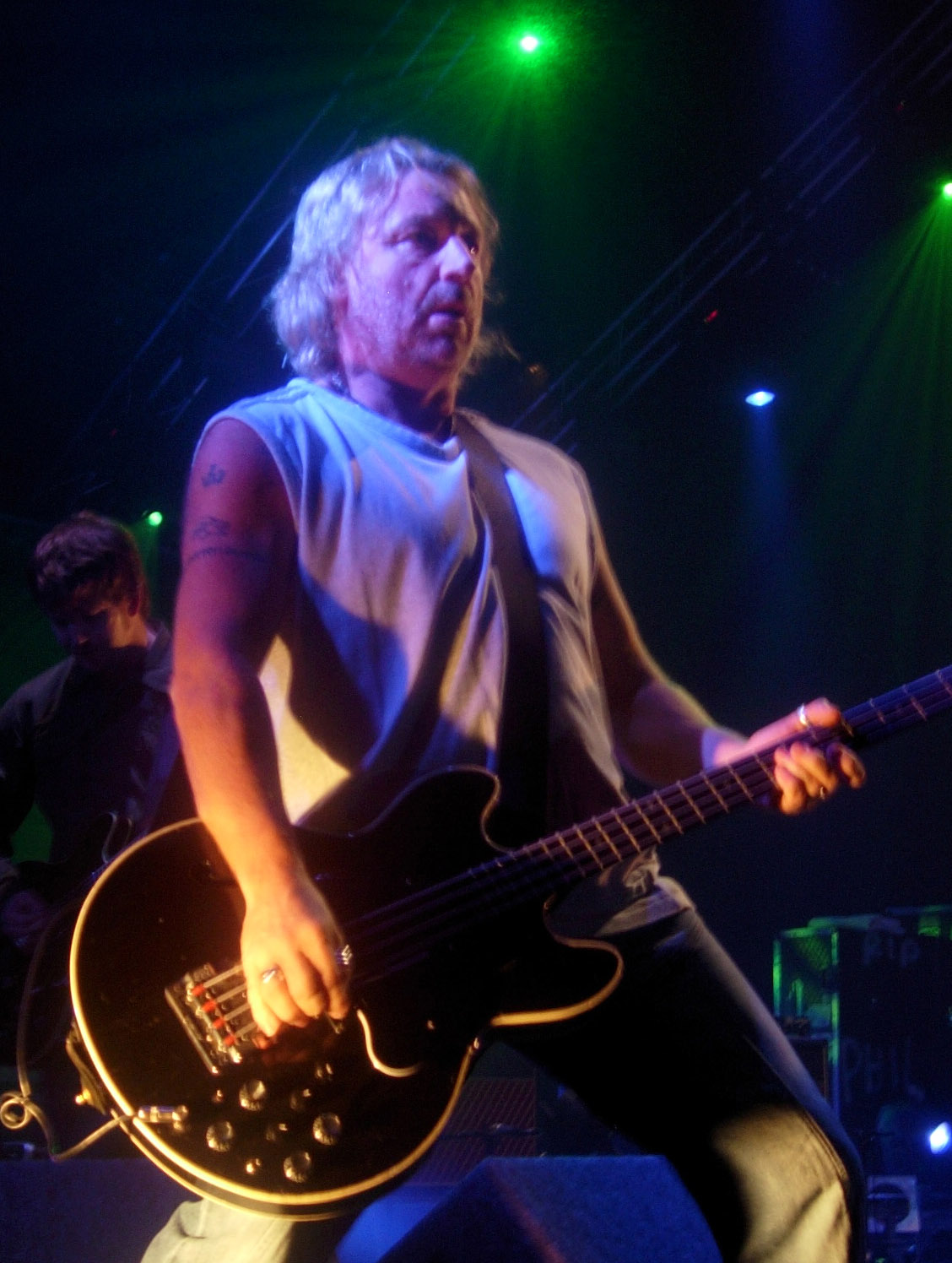
Peter Hook nel 2005

### Con i Joy Division
Album in studio
- 1979 – Unknown Pleasures
- 1980 – Closer

EP
- 1978 – An Ideal for Living
- 1986 – The Peel Sessions
- 1987 – The Peel Sessions

Live
- 1999 – Preston 28 February 1980
- 2001 – Les Bains Douches
- 2001 – Fractured Box
- 2004 – Re-fractured Box

Raccolte
- 1981 – Still
- 1988 – Substance
- 1990 – The Peel Sessions
- 1994 – Warsaw
- 1995 – Permanent
- 1997 – Heart and Soul
- 2000 – Joy Division The Complete BBC Recordings
- 2007 – Martin Hannett's Personal Mixes
- 2007 – Let the Movie Begin
- 2008 – The Best of Joy Division
- 2010 – Singles 1978-80
- 2011 – Total: From Joy Division to New Order

Singoli
- 1979 – Transmission
- 1980 – Licht und Blindheit
- 1980 – Komakino
- 1980 – Love Will Tear Us Apart
- 1980 – Atmosphere/She's Lost Control
- 1988 – Atmosphere

### Con i New Order
Album in studio
- 1981 - Movement
- 1983 - Power, Corruption and Lies
- 1985 - Low-Life
- 1986 - Brotherhood
- 1989 - Technique
- 1993 - Republic
- 2001 - Get Ready
- 2005 - Waiting for the Sirens' Call

Live
- 1990 - The Peel Sessions (session BBC Radio 1)
- 1992 - BBC Radio 1 Live in Concert (live)
- 2002 - Before & After - The BBC Sessions (session radio)
- 2004 - In Session (session BBC Radio 1)
- 2005 - Best Remixes (remix)
- 2007 - iTunes Originals - New Order (solo digitale)
- 2011 - Total: From Joy Division to New Order (raccolta che comprende anche tracce dei Joy Division)
- 2011 - Live at the London Troxy (live)
- 2013 - Live at Bestival 2012 (live)

Raccolte
- 1987 - Substance
- 1994 - The Best of New Order
- 1995 - The Rest of New Order (Remixes)
- 2002 - International
- 2002 - Retro
- 2005 - Singles

Singoli
- 1981 - Ceremony
- 1981 - Procession
- 1981 - Everything's Gone Green
- 1982 - Temptation
- 1983 - Blue Monday
- 1983 - Confusion
- 1984 - Thieves Like Us
- 1984 - Murder
- 1985 - The Perfect Kiss
- 1985 - Sub-culture
- 1986 - Shellshock
- 1986 - State of the Nation
- 1986 - Bizarre Love Triangle
- 1987 - True Faith
- 1987 - Touched by the Hand of God
- 1988 - Blue Monday 1988
- 1988 - Fine Time
- 1989 - Round & Round
- 1989 - Run 2
- 1990 - World in Motion
- 1993 - Regret
- 1993 - Ruined in a Day
- 1993 - World (The Price of Love)
- 1993 - Spooky
- 1994 - True Faith-94
- 1995 - 1963
- 1995 - Blue Monday-1995
- 1997 - Video 5 8 6
- 2001 - Crystal
- 2001 - 60 Miles an Hour
- 2001 - Someone Like You
- 2002 - Here to Stay
- 2002 - World in Motion
- 2002 - Confusion Remixes '02
- 2004 - Blue Monday/Confusion
- 2005 - Krafty
- 2005 - Jetstream
- 2005 - Waiting for the Sirens' Call
- 2005 - Guilt Is a Useless Emotion

### Con i Peter Hook and The Light
EP
- 2011 - 1102 | 2011

Live
- 2010 - Peter Hook's The Light Perform "Unknown Pleasures" Live At Goodwood
- 2011 - Unknown Pleasures · Live In Australia
- 2015 - So This Is Permanence